# Talar

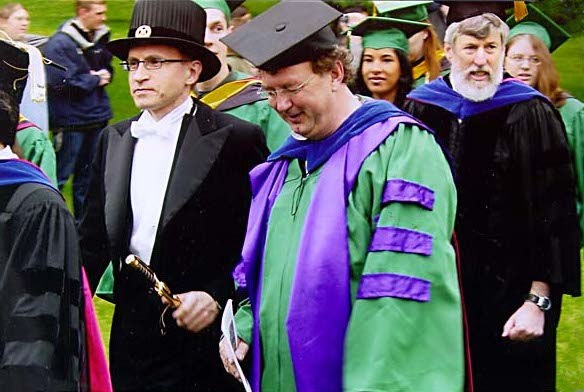
Talarer från Tyskland och Finland vid en ceremoni i USA

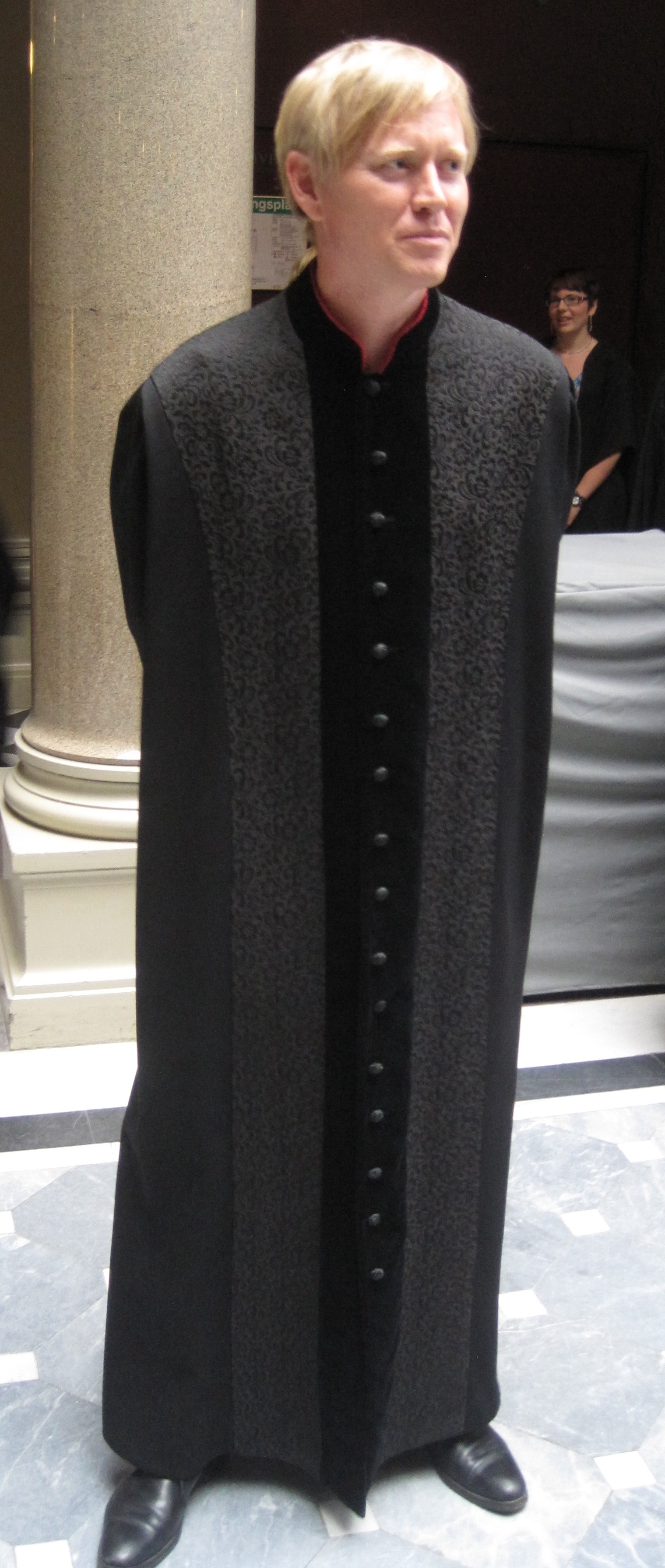
Talar av den typ som används vid akademiska ceremonier vid Lunds universitet.

Talar (latin vestis talaris, av talus, "fotknöl, ankel"), är en sorts rock eller mantel. Den är vanligen mörk, fotsid, vid och veckrik samt med ärmar. Talar bärs i vissa länder av präster, lärde och jurister.
I anglosaxiska länder bärs talar vid examen av såväl elever vid high school som studenter vid college. I Sverige begagnas ordet stundom om den karmosinröda, hermelinsbrämade, mantel som bars av de forna riksråden, och som oftast kallas riksrådsdräkt.